# Келвін Вердонк
Келвін Рональд Вердонк (нід. Calvin Ronald Verdonk, нар. 26 квітня 1997, Дордрехт, Нідерланди) — індонезійський футболіст, центральний захисник нідерландського клубу «Неймеген» та національної збірної Індонезії.

## Ігрова кар'єра

### Клубна
Келвін Вердонк є вихованцем клубної академії «Феєнорда». В квітні 2014 року підписав з клубом перший професійний контракт на три роки. 8 березня 2015 року у матчі чемпіонату країни проти «Ексельсіора» Вердонк дебютував у першій клубній команді. В листопаді 2015 року контракт гравця з клубом було продовжено до літа 2020 року.
В подальшому для підтримання ігрової практики Вердонк був відправлений в оренду. Він грав у нідерландських клубах «Зволле», «Неймеген» та «Твенте».
У вересні 2020 року Вердонк приєднався до португальського клубу «Фамалікан», з яким підписав чотирирічний контракт. Вже через рік, перед початком сезону 2021/22 футболіст повенувся до Нідерландів, де на правах оренди на весь став гравцем клубу «Неймеген». В липні 2022 року Вердонк підписав з «Неймеген» контракт на повноцінній основі.

### Збірна
У 2012 році Келвін Вердонк почав міжнародну кар'єру. В складі юнацької збірної Нідерландів (U-17) Вердонк став срібним призером юнацького чемпіонату Європи для 17 - ти річних, що проходив на Мальті.
Келвін Вердонк має індонезійське походження і в квітні 2024 року він підтвердив свої наміри грати за національну збірну Індонезії. 11 червня 2024 року у матчі відбору до чемпіонату світу 2026 року проти команди Філіппін Вердонк дебютував у складі національної збірної Індонезії.

## Титули
Феєнорд
 Переможець Кубка Нідерландів: 2015/16
 Переможець Суперкубка Нідерландів: 2018
Нідерланди (U-17)
 Віце - чемпіон Європи: 2014